# Ervin László
 (octobre 2016).
Si vous disposez d'ouvrages ou d'articles de référence ou si vous connaissez des sites web de qualité traitant du thème abordé ici, merci de compléter l'article en donnant les références utiles à sa vérifiabilité et en les liant à la section « Notes et références ».
Pour les articles homonymes, voir László.
Ervin László (prononciation hongroise : [ˈɛrvin ˈlaːsloː]), né le 12 juin 1932 à Budapest, en Hongrie est d'abord un enfant prodige qui devient pianiste classique et concertiste de niveau international. Puis à l'âge de 35 ans, il devient philosophe des sciences, théoricien des systèmes et explorant la théorie du tout. Il se met à l'écriture et dans de nombreux livres et articles, il défend une vision totalement holistique du monde, et il cherche à l'appliquer. Selon lui et d'autres, il existerait une in-formation agissant dans le vide quantique, transcendant l'espace et le temps, et qui serait à l'origine de l'évolution du Vivant et de l'Univers. Il est aujourd'hui connu comme l'un des auteurs et défenseur de l'hypothèse de la « conscience quantique », une théorie qui suggère que des phénomènes quantiques, tels l'intrication quantique et la superposition d'états, sont impliqués dans le fonctionnement du cerveau, et qu'ils auraient permis l'émergence de la conscience.
Il est aussi connu pour avoir (en 1993) en complément du Club de Rome, fondé un think tank baptisé Club de Budapest ouvert à des intellectuels, artistes et créatifs d'autres domaines ; des profils qu'on ne trouvait pas dans le Club de Rome, qu'il espérait mieux capables de communiquer au public la conscience de la situation et du besoin de réaction face à l'urgence climatique et à la crise de la biodiversité, aux crises des ressources devenues des menaces existentielles pour tout ou partie de l'Humanité.
Il a publié environ 75 livres et plus de 400 articles, et est l'éditeur de World Futures: The Journal of General Evolution.

## Éléments de biographie
Né à Budapest, en Hongrie, dans la « classe moyenne aisée » de la ville, et dans une famille qui par ses « centres d'intérêts et ses occupations, étaient considérée comme faisant parie de l'intelligentsia locale » ; son père, né à Sibiu en Transylvanie était venu apprendre le Droit à Budapest (mais il est finalement devenu fabricant de chaussures en reprenant la fabrique de son beau-père). Il est tombé amoureux d'une pianiste dont le père, bottier, avait monté un atelier de souliers pour dames (Graziosa Shoes). Passionnée par la musique, son épouse était aussi sœur d'un violoniste, agnostique épris de philosophie, qui vivra un temps sous le même toit, au dessus de l'atelier familial de chaussures. Là, l'enfant Ervin László se montre précoce et également doué pour la musique ; il commence à jouer du piano à l'âge de cinq ans, et âgé de 9 ans, il donne son premier concert de piano, un concerto de Mozart, avec l'Orchestre symphonique de Budapest. Son père, grâce à l'atelier de souliers, gagne assez d'argent pour que toute la maisonnée puisse en vivre, et se consacrer à la musique, sans se soucier d'avoir à gagner de l'argent.
Après la Seconde Guerre mondiale, il s'installe aux États-Unis.
A 35 ans, il abandonne brutalement sa carrière de concertiste, et bascule dans la philosophie des sciences avec une question qui le guidera toujours : quel est le sens de la vie ; Invité par de grandes universités, il rencontre à la fois de grands philosophes et scientifiques dont Ludwig von Bertalanffy et Ilya Prigogine. Il dit avoir été notamment influencé par David Bohm et la physique quantique, mais plus largement, s'intéresse aux travaux scientifiques et aux approches philosophiques qui permettent de mieux comprendre le monde, de manière systémique et unifiée.
Carine Dartiguepeyrou, en 2013, note que László « insiste sur la nécessité de sortir du caractère dual de notre rapport au vivant qui consiste à séparer l’homme de la nature. La révolution doit se faire au niveau de la conscience et celle-ci est appelée à être planétaire. Nous devons évoluer et faire évoluer notre conscience car, comme l’affirmait Albert Einstein, « aucun problème ne peut être résolu sans changer le niveau de conscience qui l’a engendré » (...) Ervin László met l’emphase sur cette dimension en parlant de co-évolution à trois niveaux : conscience que nous sommes invités à évoluer avec les autres humains, le reste du vivant et du cosmos ».
Dans sa recherche unificatrice, László se montre particulièrement intéressé par les notions d'« information » et d'auto-organisation dans les systèmes vivants, et par les mécanismes de la conscience.
Il se lance dans l'écriture avec en 1963 son 1er livre, un essai de métaphysique, qu'il décrit comme "centré sur la nature essentielle de l'univers, de la vie et de la société", intitulé "Essential Society : An Ontological Reconstruction". Plus de 70 autres livres suivront, ainsi que plus de 400 articles. Il devient aussi rédacteur en chef de World Futures : The Journal of General Evolution.
László est membre du corps professoral invité du Graduate Institute Bethany. Il participe à la « Bourse des Visions » en 2006. Puis en 2010, il est élu membre externe de l'Académie hongroise des sciences.
Il s'inquiète de la trajectoire prise par l'Humanité, et de l'avenir du monde. Il cherche à comprendre ce qui limite notre conscience écologique et qui pourrait expliquer l'inefficacité des solutions retenues, aux différentes échelles de gouvernance, pour tenter de ne pas détruire l'environnement. Aussi durant 7 ans, au sein de l'ONU (et plus particulièrement de l'UNITA, avec le soutien du secrétaire général Kurt Waldheim, il cherche à créer un grand programme, cohérent, de coopération décentralisée, régional et interrégional. Ce programme reste dans les cartons, mais ses idées inspireront d'autres initiatives.

Il s'intéresse aussi à la prospective et aux changements globaux. Son livre A strategy for the Future attire l'attention du fondateur du Club de Rome, l'italien Aurelio Peccei (penseur et homme d'affaires). 

« J'aurais voulu réformer le Club de Rome, car sa centaine de membres, essentiellement des businessmen ou des politiciens, n'arrivait pas à toucher le cœur ni l'esprit des sociétés au sens large »

.
Le ministre hongrois de l'Environnement l'intègre parmi les leaders de la campagne du ministère concernant le réchauffement climatique.
Pour décrire les différentes étapes de sa vie, il utilise métaphoriquement le mot "réincarnation", qu'il ne faut pas prendre au sens religieux du terme. Il utilise ce mot pour décrire l'importance du changement, quand par exemple de musicien, il se « réincarne » brutalement en chercheur en philosophie.

## Travaux
Dans son livre Une vie en quête de sens, il écrit : « J'affirme qu'un but sous-tend toute forme de vie, sur Terre comme dans l'Univers" (...) un but qui ne résulte pas nécessairement de la volonté d'un Esprit ou d'une Âme transcendantale, bien qu'on ne puisse exclure l'existence d'une terre entité. Le but de la vie, je crois, est immanent à l'univers. Il est encodé en vous, en moi, dans la moindre cellule de chaque être vivant) ».
selon Carine Dartiguepeyrou (2013), ses travaux intègrent l’inspiration du « tout » des pré-socratiques ou de « l’unité humaine » telle que théorisée par Sri Aurobindo ou Pierre Teilhard de Chardin et ils s'incrivent dans le contexte d'une « philosophie intégrale », telle que théorisée par lui-même avec le philosophe Ken Wilber (qui a fondé l'Integral Institute), et le psychiatre Stanislav Grof (fondateur de l'Institut californien des études intégrales : California Institute of Integral Studies )
Son livre, Science and the Akashic Field: An Integral Theory of Everything propose un champ d'information comme substance primordiale du cosmos. Utilisant le terme sanskrit et védique Akasha (espace), il nomme ce champ d'informations « champ akashique » ou champ A. Il explique que le vacuum quantique est l'énergie fondamentale qui transporte des in-formations et informe non seulement l'univers présent, mais tous les univers passés et futurs (ensemble, les « méta-univers »). László décrit comment ce champ informant peut expliquer comment notre univers est si profondément bien réglé ainsi que comment se forment les galaxies et la vie consciente et pourquoi l'évolution est un processus non pas aléatoire, mais réglé[Information douteuse]. D'après son auteur, l'hypothèse pourrait résoudre plusieurs problèmes de la physique quantique, entre autres la non-localité et l'intrication quantique. Elle pourrait également contribuer à résoudre les contradictions entre religion et science[Interprétation personnelle ?].

## Travaux publiés entre 1996 et 2009 (en anglais)
- Worldshift 2012: Making Green Business, New Politics & Higher Consciousness Work Together, Inner Traditions, 2009
- The Chaos Point: The World at the Crossroads, Hampton Roads, 2006
- Science and the Reenchantment of the Cosmos : The Rise of the Integral Vision of Reality, Inner Traditions, 2006
- Science and the Akashic Field: An Integral Theory of Everything, Inner Traditions International, 2004
- You Can Change the World: The Global Citizen's Handbook for Living on Planet Earth: A Report of the Club of Budapest, Select Books, 2003
- The Connectivity Hypothesis: Foundations of an Integral Science of Quantum, Cosmos, Life, and Consciousness, State University of New York Press, 2003
- L'uomo e l'universo, Di Renzo Editore, Roma, 1998
- Third Millenium: The Challenge and The Vision (avec Peter Ustinov), postface d'Edgar Morin[8]. Éditions Village Mondial, Paris, 1997, 160 Pages.  (ISBN 2 84211 029 3).
- Evolution: The General Theory, Hampton Press, 1996
- The Whispering Pond: A Personal Guide to the Emerging Vision of Science, Element Books Ltd., 1996
- The Systems View of the World: A Holistic Vision for Our Time, Hampton Press, 1996